# 申彦华
申彦华（1983年1月13日—），中国足球运动员，司职守门员，现效力于中超球队河南建业。

## 职业生涯

### 青年队
- 1997年进入河南青年队。
- 2002年进入河南建业预备队。

### 俱乐部
2003年进入河南建业一队，申彦华在河南建业冲超的2006年是球队的第二门将，他和当时的第一门将车向前稳定的发挥帮助球队获得了中甲联赛的冠军，顺利冲超。但随着2008年球队引进原上海申花门将周亚君，2009年引进曾诚，申彦华和以前中甲的功勋门将车向前都渐渐失去了位置。2009年中超的第24轮比赛，由于河南建业出现ㄋ“门将荒”在不得以情况下，本轮比赛的门将由退役半年之久已转作梯队教练的申彦华担任。

## 个人
申彦华是河南师范大学体育学院的学生，英语水平出色，可胜任河南建业的球队翻译工作。